# Farouk Bouzo
Farouk Bouzo (Damaszkusz, 1938. március 3. –) szíriai nemzetközi labdarúgó-játékvezető; hivatásos katona, a légierő tábornoka.

## Pályafutása

### Labdarúgóként
A labdarúgással fiatal korában ismerkedett meg, korosztályos csapatokban, majd felnőttként a szíriai I. Ligában játszott.

### Nemzeti játékvezetés
A játékvezetői vizsgát 1958-ban tette le. A küldési gyakorlat szerint rendszeres partbírói tevékenységet is végzett. Az I. Liga játékvezetőjeként vonult vissza.

### Nemzetközi játékvezetés
A Szíriai labdarúgó-szövetség Játékvezető Bizottsága (JB) terjesztette fel nemzetközi játékvezetőnek, a Nemzetközi Labdarúgó-szövetség (FIFA) 1969-től tartotta nyilván bírói keretében. Több válogatott és nemzetközi klubmérkőzést vezetett, vagy működő társának partbíróként segített. A szír nemzetközi játékvezetők rangsorában, a világbajnokság sorrendjében többedmagával a 2. helyet foglalja el 1 találkozó szolgálatával. Az aktív nemzetközi játékvezetéstől 1980-ban búcsúzott.

#### Labdarúgó-világbajnokság

##### U20-as labdarúgó-világbajnokság
Tunéziában rendezték az első 1977-es ifjúsági labdarúgó-világbajnokságot, ahol a FIFA JB bíróként alkalmazta.

###### 1977-es ifjúsági labdarúgó-világbajnokság
| Időpont          | Helyszín                       | Mérkőzés típusa              | Mérkőzés         | Eredmény |
| ---------------- | ------------------------------ | ---------------------------- | ---------------- | -------- |
| 1977. június 27. | El Menzah Stadion, Rades       | csoportmérkőzés (A. csoport) | Mexikó–Tunézia   | 6 : 0    |
| 1977. július 4.  | Chedli Zouiten Stadion, Tunisz | csoportmérkőzés (B. csoport) | Uruguay–Marokkó  | 3 : 0    |
| 1977. július 9.  | El Menzah Stadion, Rades       | bronz találkozó              | Brazília–Uruguay | 4 : 0    |

---
A világbajnoki döntőhöz vezető úton Argentínába a XI., az 1978-as labdarúgó-világbajnokságra a FIFA JB bíróként alkalmazta. Az első szír játékvezető, aki világbajnokságon mérkőzést vezethetett. Az első játékvezető, aki labdarúgó-világtornán az ellenőrétől, hibátlan tevékenységéért 10-es (a legmagasabb elismerés) osztályzatot kapott. A FIFA JB elvárása szerint, ha nem vezetett, akkor partbíróként tevékenykedett. Két csoportmérkőzésen tevékenykedett, az egyiken egyes számú besorolást kapott, játékvezetői sérülés esetén továbbvezethette volna a találkozót.
Világbajnokságon vezetett mérkőzéseinek száma: 1 + 2 (partbíró).

##### 1978-as labdarúgó-világbajnokság

###### Világbajnoki mérkőzés
| Időpont         | Helyszín                | Mérkőzés típusa              | Mérkőzés    | Eredmény | Nézők száma |
| --------------- | ----------------------- | ---------------------------- | ----------- | -------- | ----------- |
| 1978. június 6. | Városi Stadion, Cordoba | csoportmérkőzés (B. csoport) | NSZK–Mexikó | 6 : 0    | 46 000      |

## Sportvezetőként
1976-tól a Szíriai labdarúgó-szövetség főtitkára, 1982-től elnöke. Aktív pályafutását befejezve, 1980-tól az Ázsiai Labdarúgó-szövetség (AFC) koordinátoraként, oktatójaként és ellenőreként több mint két évtizeden keresztül szolgált, ma társadalmi aktivistaként dolgozik. Több mint 100 alkalommal tartott nemzetközi játékvezetői továbbképzést. Két cikluson keresztül volt az AFC JB elnöke, első alkalommal 1986-ban.

## Sikerei, díjai
Kuala Lumpurban az AFC elnöksége, 30 éves nemzetközi játékvezető-sportvezető sporttevékenységéért a legtekintélyesebb díjjal, az AFC Diamond Award-al tüntette ki.